# Ошомков, Григорий
Григорий Ошомков (эст. Grigori Ošomkov; 10 ноября 1985, Нарва) — эстонский футболист и игрок в мини-футбол, вратарь, футбольный судья.

## Биография
Основной позицией игрока была вратарская, однако часто он выходил в матчах низших лиг в качестве полевого игрока. Начинал футбольную карьеру в низших лигах Эстонии в клубе «Темпори» (Кехра). Летом 2004 года перешёл в «Динамо» (Таллин), с которым в том же сезоне вышел из первой лиги в высшую. Дебютный матч в элите провёл 20 марта 2005 года против «Валги», а всего за сезон сыграл в составе аутсайдера 19 матчей (по другим данным, 20) и пропустил 77 голов. Следующий сезон начал с «Динамо» в первой лиге, но летом перешёл в таллинский «Калев», с которым вышел в высший дивизион. В 2007—2009 годах провёл за «Калев» 7 матчей в элите, затем ещё два года играл за клуб в первой лиге. В последние годы карьеры выступал в низших лигах за второй состав «Калева» и за клуб «Рада» (Куузалу). Всего в высшем дивизионе сыграл 26 матчей (из них один матч — как полевой игрок).
Также выступал в мини-футболе, сначала за клуб «Майнор», а затем за один из сильнейших клубов Эстонии «Аугур». В 2010—2013 годах вызывался в сборную Эстонии по мини-футболу, провёл за неё 15 матчей.
С 2014 года работал главным судьёй на матчах высшего дивизиона Эстонии по футболу. По состоянию на конец сезона 2022 года отсудил 127 матчей на этом уровне. В 2019 году судил матч за Суперкубок Эстонии. Также с 2016 года занимается судейством мини-футбольных матчей. На Чемпионате Европы по мини-футболу 2022 года в Нидерландах отработал на четырёх матчах как один из двух основных судей и на 9 матчах (включая финал) с учётом роли резервного судьи. Имеет статус арбитра ФИФА.